# Luz Castañeda Pérez
Luz Genara Castañeda Pérez (Áncash, 1968) es una ingeniera química peruana y doctora en ingeniería ambiental. Se desempeña desde 1995 como docente principal e investigadora del Registro Nacional Científico, Tecnológico y de Innovación Tecnológica (RENACYT) en la Universidad Nacional Federico Villarreal (UNFV), con líneas de investigación en medio ambiente y desarrollo sostenible, salud ocupacional y síntesis de nuevos polímeros. Ha trabajado como consultora en polímeros y medioambiente, y ha realizado estancias de investigación en España, Italia, Noruega, Chile y Uruguay. También ha registrado patentes en productos, procesos y equipos en el ámbito de la química en Perú. De acuerdo al ranking de inventoras peruanas, ocupa el puesto 15.

## Biografía

### Educación
En 1991 obtuvo el título de Ingeniera Química en la Universidad Técnica Eslovaca en Bratislava, Checoslovaquia. Más tarde, en 2014, consiguió el máster en Dirección y Organización de Hospitales y Servicios de Salud en la Universidad Politécnica de Valencia. En 2017, se graduó del bachillerato en Derecho en la Universidad Peruana de las Américas. Obtuvo el grado de doctora en Ingeniería Ambiental en la Universidad Nacional Federico Villarreal en 2021.

### Carrera
Desde 1995, ha sido docente ordinaria asociada del Departamento de Física y Química de la Facultad de Ciencias Naturales y Matemática de la UNFV. Directora prosecretaria y presidenta del Instituto de Estudios Profesionales de Ingeniería (IEPI) del Colegio de Ingenieros del Perú. Ejerció como evaluadora de proyectos en el Fondo Nacional de Desarrollo Científico, Tecnológico y de Innovación Tecnológica (FONDECYT). 
 Durante este periodo participó en proyectos de investigación en desarrollo e innovación (I+D+i), abordando temas como tensioactivos, modelamiento y simulación de procesos químicos y estudios sobre enlaces zoonóticos del SARS-COV-2.
En mayo de 2021, participó en el debate de equipos técnicos de las elecciones presidenciales del Perú, abordando temas de medio ambiente y desarrollo sostenible. En ese mismo año publicó los libros, Química Experimental y Polímeros adhesivos. En junio de 2021 fue designada como jefa de la Biblioteca Central dependiente del Vicerrectorado de Investigación de la UNFV, cargo que aún ejerce en la actualidad.

## Producción científica

#### Proyectos concluidos
Entre 2016 y 2023, participó en proyectos como:
- Desarrollo de una pintura acuosa microbicida para evitar las infecciones vía superficies de alto contacto.[19]

- Desarrollo de pegamentos ecológicos para la industria de la construcción.[19]

- Síntesis y caracterización de nuevos biopolímeros derivados de quitina y quitosano.[19]

- Desarrollo de tintas y pastas ecológicas para el sector gráfico.[19]

#### Patentes de invención
En 2020, registró las siguientes patentes en la UNFV:
- Método para la producción de un bioadhesivo tisular de quitosano modificado con ácido glioxílico.[20]
- Método de preparación de aceites de silicona.[20]
- Método de producción de oxígeno de alta pureza e hipoclorito de potasio.[20]
- Composición de detergente blanqueador instantáneo para ropa blanca.[20]
- Composición de un anti espumante industrial no siliconado.[20]

## Premios y reconocimientos
- Diploma a la Producción Científica (2012, 2014) – Otorgado por la Universidad Nacional Federico Villarreal (UNFV).[21]

- Mérito a la Innovación (2015) – Otorgado por el Ministerio de la Producción del Perú.[21]

- Reconocimiento como Expositora (2015) – Otorgado por la Universidad Nacional Micaela Bastidas.[21]

- Reconocimiento por Aportes al Desarrollo Químico (2016) – Otorgado por la Universidad Peruana Cayetano Heredia.[21]

- Reconocimiento por Labor en Investigación e Invención (2021) – Otorgado por la Universidad Nacional del Callao.[22]

- Condecoración como Investigadora (2025) – Otorgado por la Facultad de Ciencias Naturales y Matemática de la UNFV en el marco del Día Internacional de la Mujer y la Niña en la Ciencia.[23]